# Mennonitenkirche Weierhof

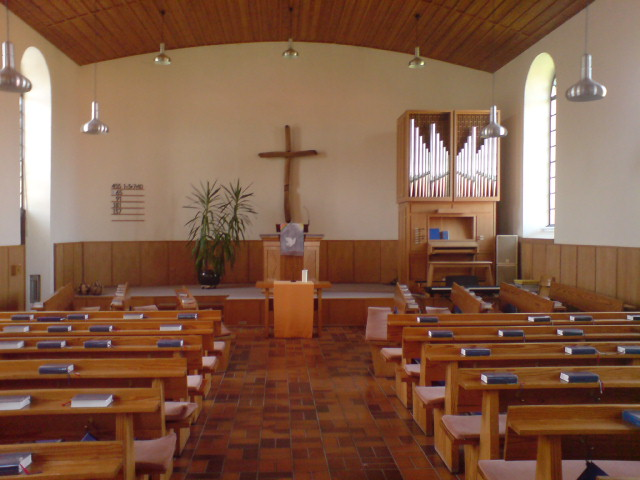
… und von innen

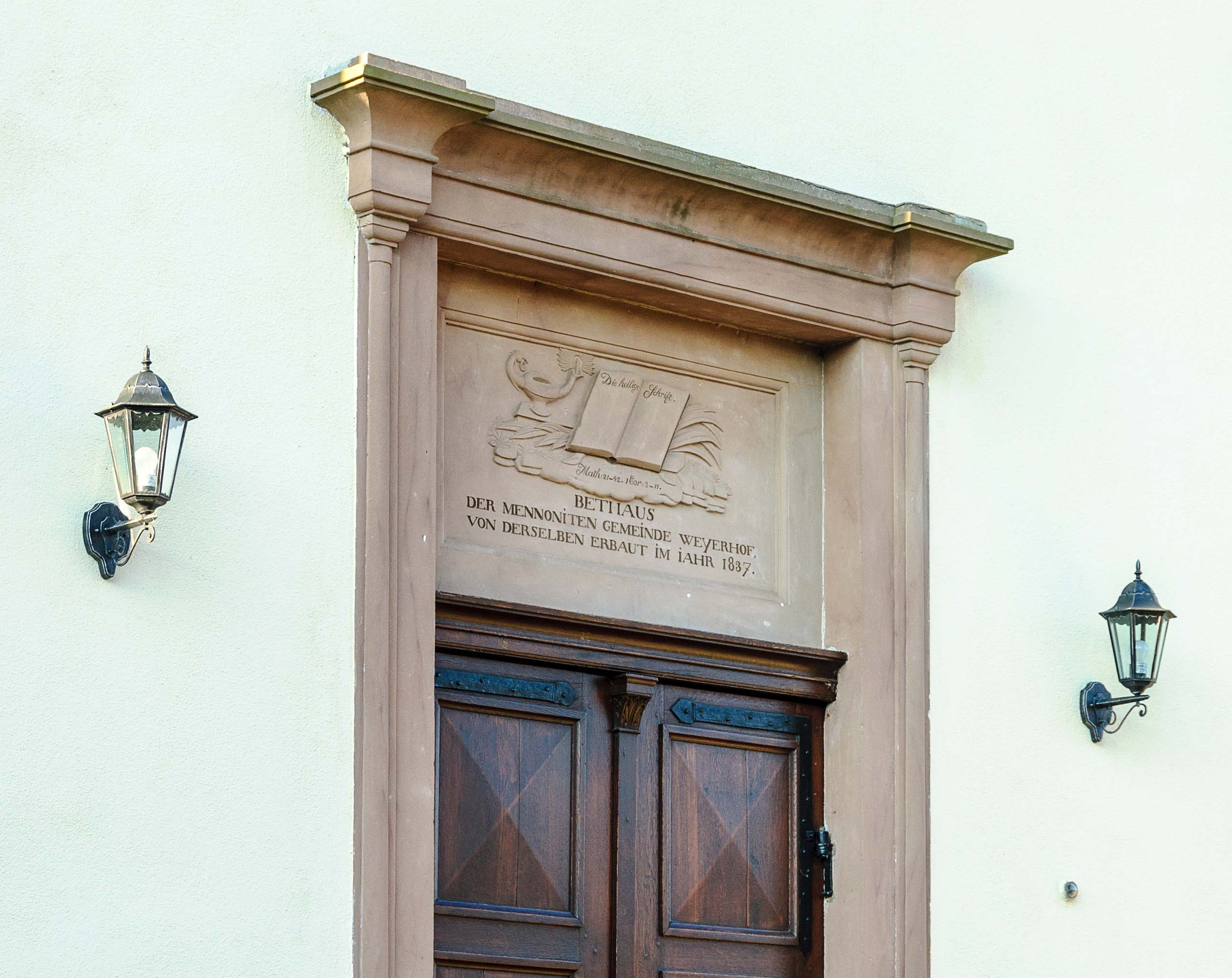
Tür, auf dem Türsturz die Bezeichnung als „Bethaus“ und Gedenkinschrift. Als Symbole sind ein Leuchter und ein aufgeschlagenes Buch zu sehen, das als „Heilige Schrift“ bezeichnet wird. Außerdem finden sich zwei Bibelstellenangaben: „Math. 21_42“ und „1Cor:3_11“.

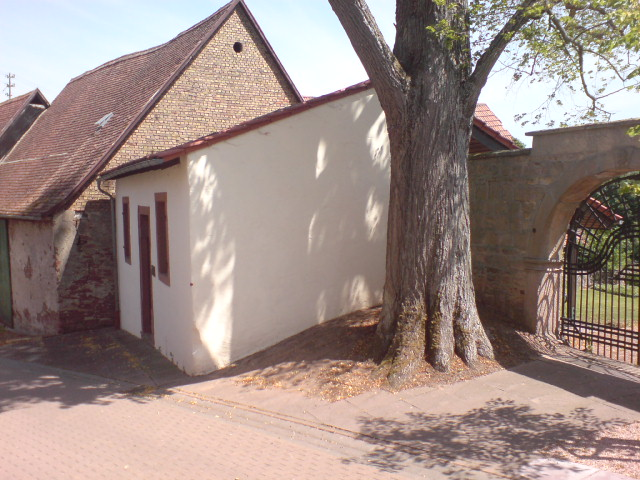
Die Überreste der "Lehr" von der Straße aus gesehen; rechts der Eingang zum Friedhof der Mennonitengemeinde

Die Mennonitenkirche Weierhof (auch Bethaus) befindet sich in dem Ortsteil Weierhof (Crayenbühlstraße 14) der Gemeinde Bolanden im Donnersbergkreis. Die Kirche wird als Kulturdenkmal geführt.

## Kirche
Bereits im Jahre 1771 wurde auf dem Weierhof eine erste mennonitische Kirche gebaut, die "Lehr", deren Umrisse heute noch am örtlichen Mennonitenfriedhof zu erkennen sind. Nach dem Vorbild einer Quäkerkirche in England wurde schließlich 1837 die neue heute noch bestehende Kirche gebaut. Der Entwurf stammte vom Architekten Jacob Krehbiel. Bei dem Bau handelt es sich um einen relativ schlicht gehaltenen turmlosen Satteldachbau mit größeren Rundbogenfenstern. Auch das Kircheninnere ist ohne Ausschmückungen und Altar gestaltet. Zentraler Punkt des Innenraumes ist die Kanzel. Im Jahr 1980 wurde die Kirche umfassend renoviert. Es wurden unter anderem neue Fenster und Bänke und eine Fußbodenheizung eingebaut. Kurze Zeit später konnte auch eine neue Orgel in Betrieb genommen werden. Unweit des Kirchengebäudes entstand bereits 1966 ein mennonitisches Gemeindezentrum.

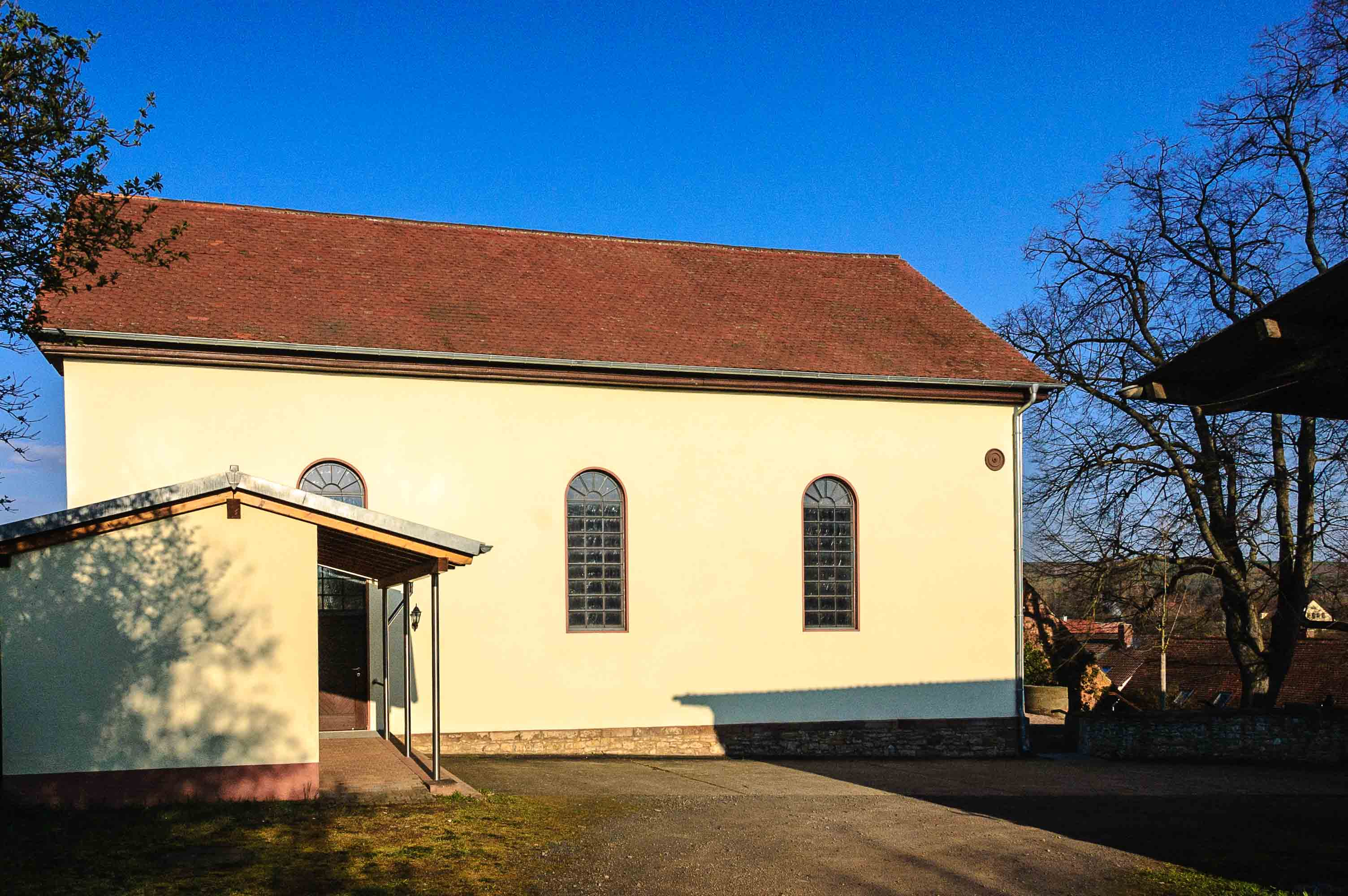
Seitenansicht (von Osten)
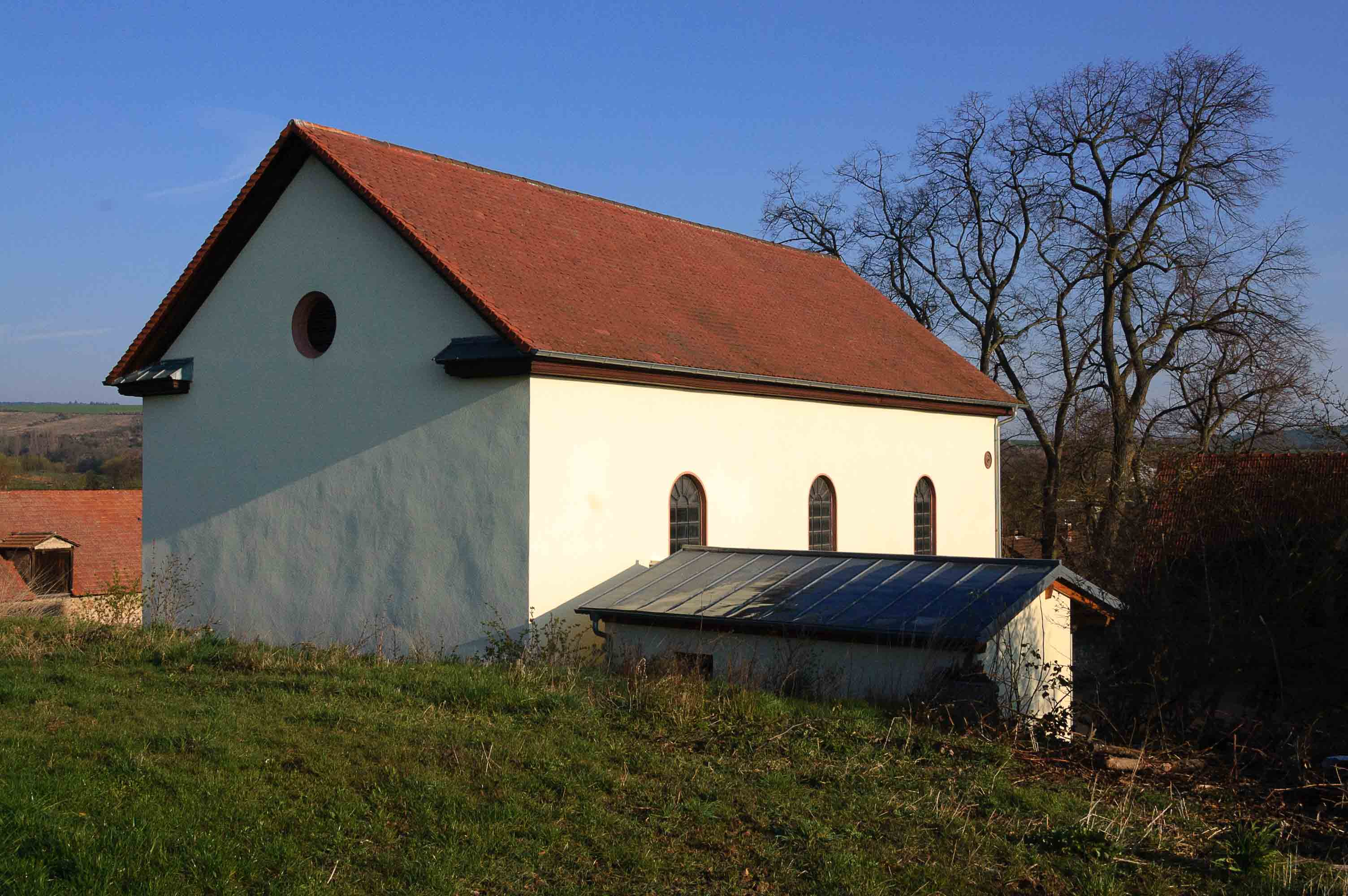
Rückwärtige Ansicht (von Süden)
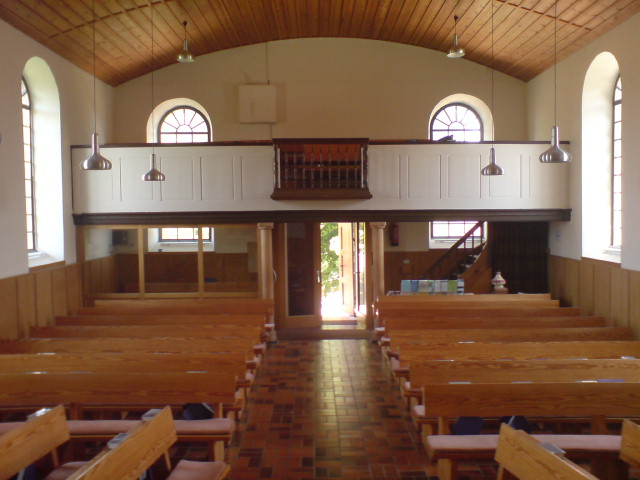
Blick zum Eingang

## Gemeinde
Die Gründung der Gemeinde Weierhof im Jahr 1682 geht auf aus der Schweiz zugewanderte Täufer zurück. Im Jahr 2021 zählte sie 248 Mitglieder; in dieser Zahl sind Kinder nicht enthalten, da Mennoniten nur Menschen taufen, die im mündigen Alter ein eigenes Glaubensbekenntnis ablegen können.
Die Gemeinde war unter anderem in die Arbeit des privaten Internats am Donnersberg involviert, dessen Gründung im 19. Jahrhundert auf den mennonitischen Prediger Michael Löwenberg zurückgeht. Mit der Gründung des Internats verband sich damals noch die Hoffnung, eine theologische Ausbildungsstätte für angehende mennonitische Pfarrer etablieren zu können. Aus der Gemeinde stammte auch Christian Neff, der im Jahr 1925 die erste Mennonitische Weltkonferenz in Zürich initiierte.
Auf dem Weierhof befindet sich auch der 1998 neu errichtete Bibliotheks- und Archivbau des Mennonitischen Geschichtsvereins.